# Clay City (Indiana)
Clay City é uma cidade  localizada no estado americano de Indiana, no Condado de Clay.

## Demografia
Segundo o censo americano de 2000, a sua população era de 1019 habitantes.
Em 2006, foi estimada uma população de 1029, um aumento de 10 (1.0%).

## Geografia
De acordo com o United States Census Bureau tem uma área de
1,4 km², dos quais 1,4 km² cobertos por terra e 0,0 km² cobertos por água. Clay City localiza-se a aproximadamente 180 m acima do nível do mar.

## Localidades na vizinhança
O diagrama seguinte representa as localidades num raio de 24 km ao redor de Clay City.